# Oxypogon lindenii
El colibrí chivito de Mérida o chivito de los páramos (Oxypogon lindenii), es una especie de ave apodiforme de la familia Trochilidae (los colibríes) perteneciente al género Oxypogon. Es endémico de los Andes del noroeste de Venezuela.

## Distribución y hábitat

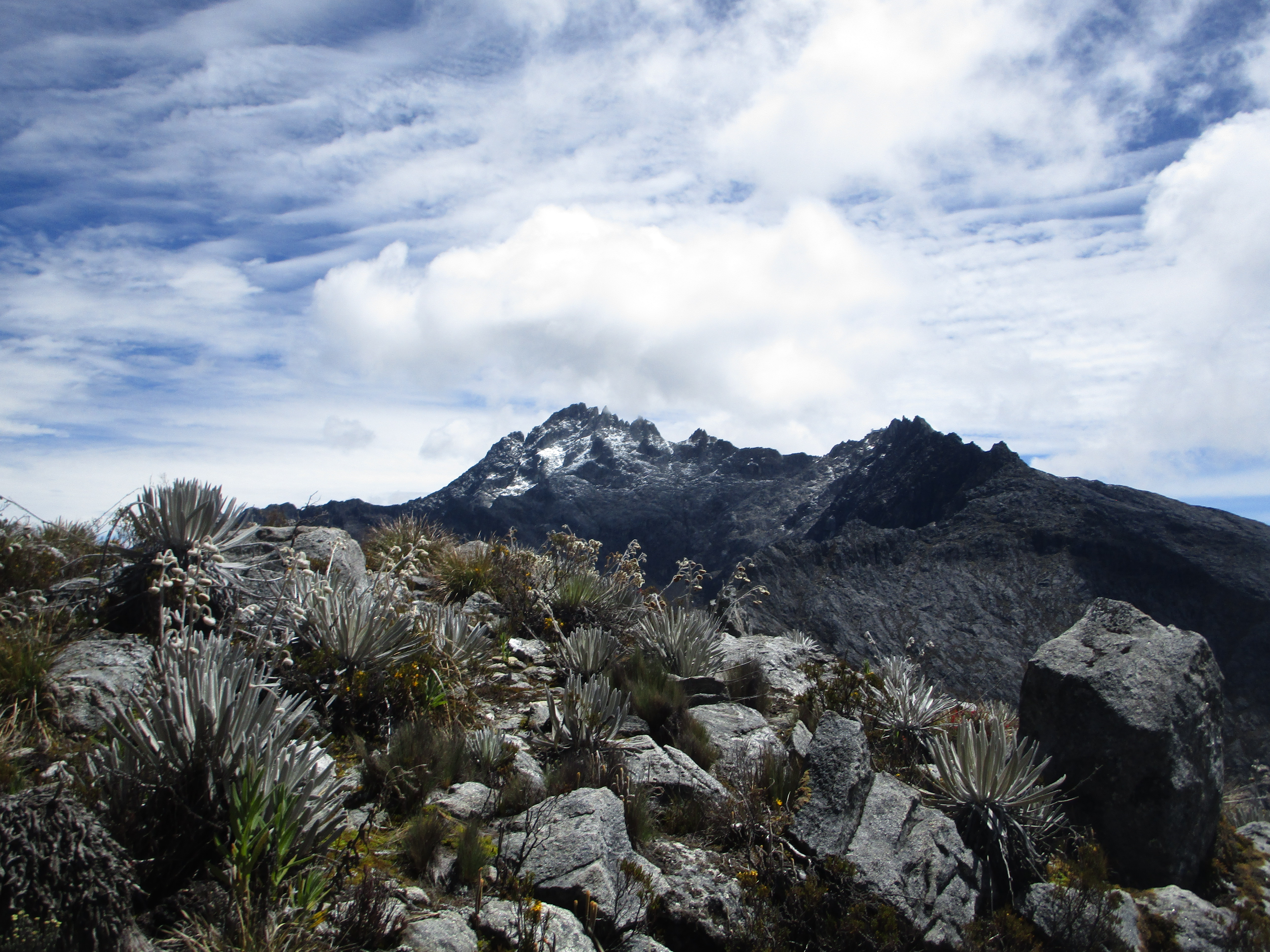
Parque nacional Sierra Nevada, en Mérida, ejemplo de hábitat de la especie.

Se encuentra únicamente en la cordillera de los Andes de los estados de Mérida y Trujillo en el noroeste de Venezuela.
Esta especie es considerada muy común en sus hábitats naturales: los páramos abiertos húmedos con vegetación de frailejones Espeletia, algunas veces en los bordes de bosques de queñoa Polylepis; las hembras ocurren con más frecuencia en las gargantas montañosas, mientras los machos parecen restringirse más a laderas abiertas. En altitudes entre 3600 y 4500m.

## Descripción
Alcanza en promedio una longitud corporal de 11,4 cm y un peso de 4,8  g. Pico corto, de 1,3 a 1,4 cm de largo. Presenta una cresta blanca de 3,3 cm de longitud y barba blanca con algunas gotas verdes en la garganta. Mancha triangular negruzca aterciopelada a ambos lados de la cara, alrededor de los ojos. Franja blanca alrededor del cuello y la nuca. Dorso verde oliva bronceado a pardusco; vientre marrón obscuro con escamas claras difusas. Alas con 7,3 cm de envergadura.

## Comportamiento
Vive en el alto páramo durante la estación lluviosa, pero durante la estación seca desciende al páramo-bosque. Se reproduce en la temporada de lluvias. Toma el néctar de plantas de los géneros Siphocampylus, Castilleja, Draba, Echeveria y Espeletia. También se alimenta de insectos minúsculos que encuentra en las flores de Espeletia.

## Sistemática

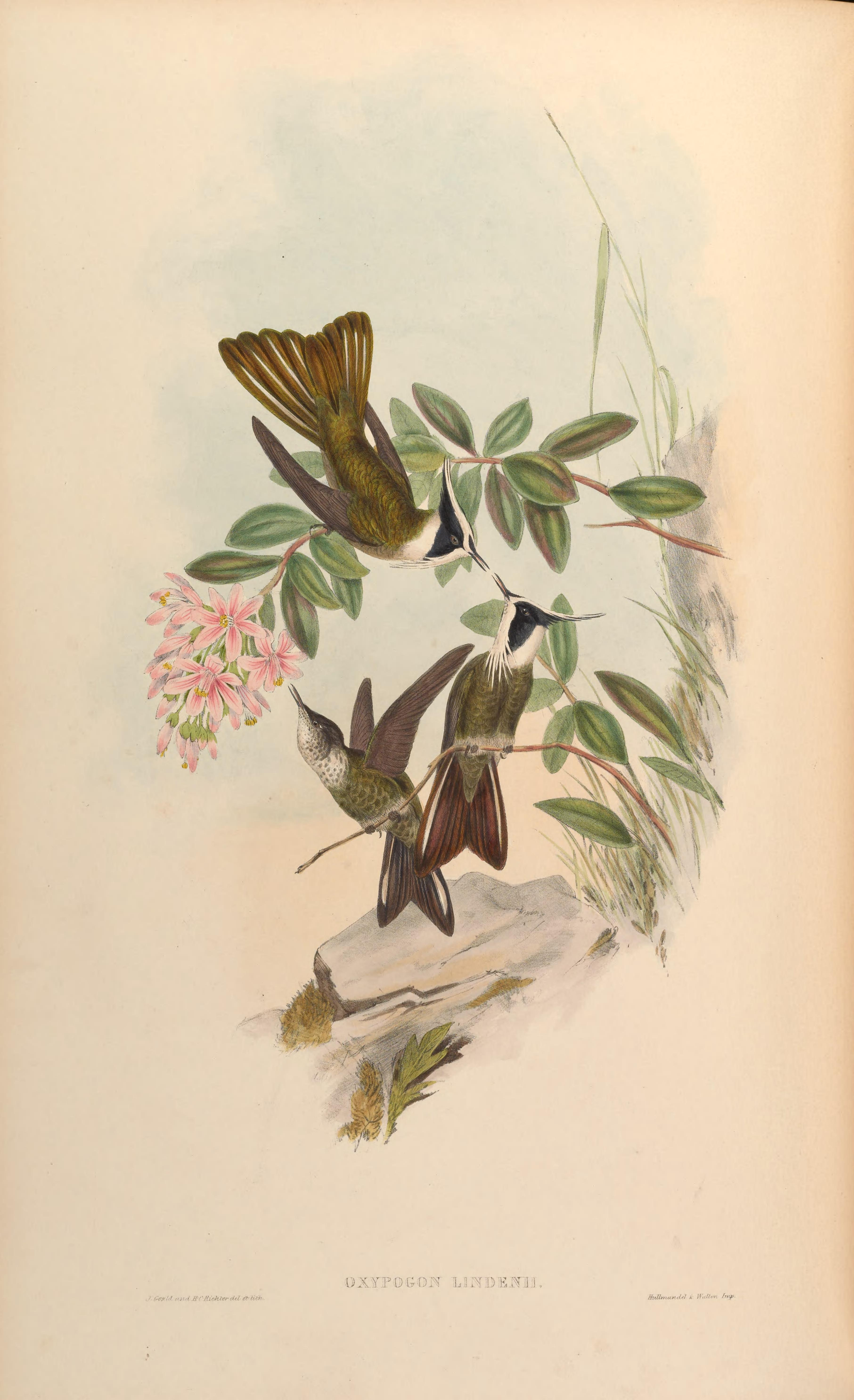
Oxypogon lindenii, ilustración de Gould y Richter en A monograph of the Trochilidae, or family of humming-birds 3, 1861.

### Descripción original
La especie O. lindenii fue descrita por primera vez por el ornitólogo francés Émile Parzudaki en 1845 bajo el nombre científico Ornysmia lindenii; su localidad tipo es: «estado de Mérida, Venezuela».

### Etimología
El nombre genérico masculino «Oxypogon» es una combinación de las palabras del griego «oxus» que significa ‘agudo, pontudo’, y «pōgōn» que significa ‘barba’; y el nombre de la especie «lindenii» conmemora al botánico y recolector luxemburgués Jean Jules Linden (1817–1898).

### Taxonomía
Históricamente, el género Oxypogon era considerado monofilético incluyendo apenas a Oxypogon guerinii, con cuatro subespecies, entre las cuales el presente taxón. En 2013, un estudio morfológico y morfométrico propuso la elevación de los cuatro taxones a la condición de especies plenas. La elevación a especie fue reconocida en la Propuesta No 609 al Comité de Clasificación de Sudamérica (SACC).
Es monotípica.